# Wilhelm Süs
Wilhelm Süs (* 30. Juni 1861 in Düsseldorf; † 6. Dezember 1933 in Mannheim) war ein deutscher Maler, Graphiker und Keramiker. Zusammen mit Hans Thoma begründete er die Staatliche Majolika Manufaktur Karlsruhe.

## Leben

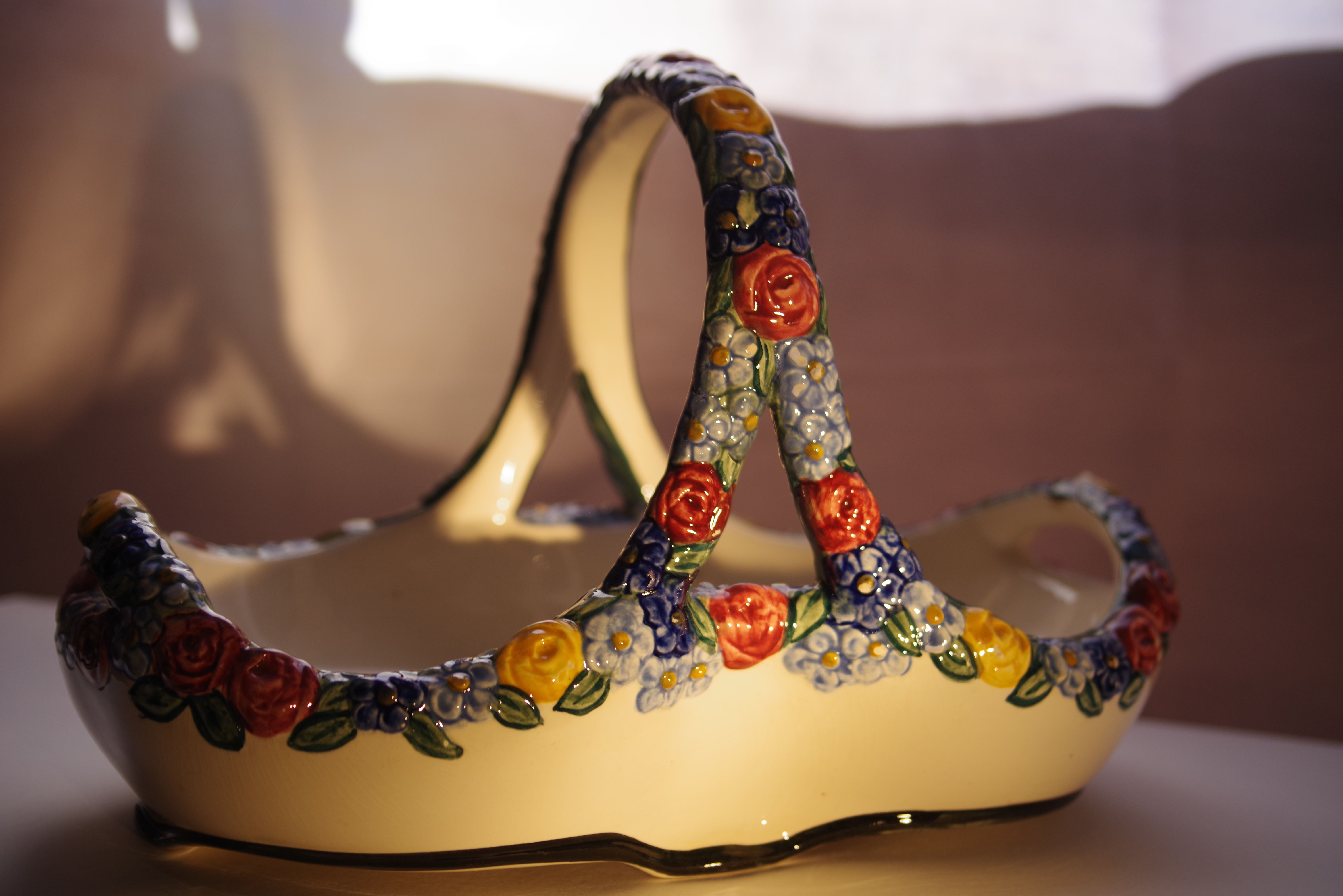
Henkelkorb, Majolika, „Vergißmeinnicht Kollektion“, Entwurf: Wilhelm Süs, Großherzogliche Majolika Manufaktur Karlsruhe, 1909

Wilhelm Süs war der Sohn des Tiermalers Konrad Gustav Süs. Von 1879 bis 1884 war er Schüler der Kunstakademie Düsseldorf bei Hugo Crola, Peter Janssen dem Älteren und Eduard von Gebhardt sowie der Kunstakademie Dresden bei Leon Pohle. Um 1891 hatte Süs, zeitgleich mit den Malern Ernst Tode und August Schlüter, unmittelbar gegenüber dem Gebäude der Düsseldorfer Kunstakademie im Eiskellerberg ein Atelier. Nach einem kurzen Aufenthalt in München ließ er sich in Frankfurt am Main nieder, heiratete dort 1891 Amalie Ducca, siedelte aber 1893 auf Anregung Thomas nach Kronberg im Taunus über. Hier gründete er 1898 das „Keramische Atelier Kronberg am Taunus“ innerhalb der Malerkolonie Kronberg, zusammen mit dem Ingenieur Karl Vogel und dem Porzellanmaler Wilhelm Becker. 1901 erfolgte die Verlegung des Ateliers nach Karlsruhe und die Gründung der „Großherzoglichen Majolika Manufaktur“ mit privaten Mitteln des Großherzogs, deren künstlerischer und technischer Leiter er wurde.
Bekannt wurde er durch die „Vergißmeinicht Kollektion“ die vor allem Schalen umfasste. Von 1914 bis 1917 war er Lehrer an der Kunstgewerbeschule Karlsruhe. 1917 wurde er zum Direktor der Gemäldegalerie in Mannheim ernannt und wandte sich wieder mehr der Malerei zu.
Gemälde von ihm befinden sich u. a. in der Badischen Kunsthalle Karlsruhe, in der Kunsthalle Mannheim und im Schloss Mannheim.